# Miloš Vavruška
Miloš Vavruška (25. srpna 1924 Kutná Hora – 20. dubna 2003 Praha) byl český herec.
Debutoval v roce 1947 ve filmovém dramatu Předtucha v režii Otakara Vávry. Do roku 1980 hrál přibližně v 50 českých filmech a televizních inscenacích, kde většinou ztvárnil role sluhů či policistů. Též hrál v četných známých filmových pohádkách jako Tři oříšky pro Popelku, kde představoval lovčího. Zemřel čtyři měsíce před svými 79. narozeninami v Praze.

## Filmografie
- 1946 Muži bez křídel
- 1947 Předtucha
  - Poslední mohykán
  - Muzikant
- 1948 Červená ještěrka
  - Dravci
- 1950 Bylo to v máji
- 1951 Akce B
- 1952 Únos
  - Slovo dělá ženu
- 1953 Expres z Norimberka
  - Tajemství krve
- 1954 Botostroj
  - Frona
  - Severní přístav
- 1955 Jan Žižka
  - Nechte to na mně
  - Psohlavci
  - Punťa a čtyřlístek
  - Větrná hora
- 1956 Hra o život
  - Neporažení
  - Nezlob, Kristino
  - Zaostřit, prosím!
- 1957 Případ ještě nekončí
  - Zářijové noci
- 1958 Černý prapor
  - Občan Brych
  - Povodeň
  - Smrt v sedle
- 1959 Dařbuján a Pandrhola
  - Letiště nepřijímá
  - 105% alibi
- 1960 Bílá spona
  - Černá sobota
  - Pochodně
  - Zlepšovák
- 1961 Kolik slov stačí lásce?
- 1962 Pozor, volá Liška...
  - Vánice
  - Vzpoura na Bounty
- 1963 Einstein kontra Babinský
  - Král Králů
  - Mykoin PH 510
- 1964 Atentát
  - Limonádový Joe aneb Koňská opera
- 1965 Alibi na vodě
  - Bílá paní
  - Zločin v dívčí škole
- 1967 Konec agenta W4C prostřednictvím psa pana Foustky
  - Přísně tajné premiéry
  - Sedm havranů
- 1968 Hříšní lidé města pražského (TV seriál)
  - Klapzubova jedenáctka (TV seriál)
  - Maratón
  - Na Žižkově válečném voze
  - Sňatky z rozumu (TV seriál)
  - Šíleně smutná princezna
- 1969 Pan Tau (TV seriál)
  - Slasti Otce vlasti
- 1970 Drobínek (TV film)
  - Lidé na křižovatce (TV seriál)
  - Pan Tau a Claudie
  - Svatá hříšnice
  - Svatby pana Voka
- 1971 Člověk není sám
  - Dívka na koštěti
  - Klíč
  - Rozsudek (TV seriál)
  - Ženy v ofsajdu
- 1972 Aféry mé ženy
  - Bitva o Hedviku
  - Lupič Legenda
  - Pan Tau to zařídí
  - Pan Tau v cirkusu
- 1973 Hroch
  - Maturita za školou
  - Počkám, až zabiješ
  - Tři oříšky pro Popelku
  - Vysoká modrá zeď
- 1974 Jak utopit dr. Mráčka aneb Konec vodníků v Čechách
  - Za volantem nepřítel
  - 30 případů majora Zemana
- 1975 Na konci světa
- 1976 Čas lásky a naděje
  - Muž na radnici (TV seriál)
  - Odysseus a hvězdy
  - Smrt na černo
- 1977 Jak se budí princezny
  - Magermilchbande (TV seriál)
  - Pasiáns
  - Příběh lásky a cti
  - Zítra vstanu a opařím se čajem
- 1978 Čistá řeka
  - Jak se zranit ve službě (TV film)
  - Princ a Večernice
  - Silnější než strach
- 1979 Čas pracuje pro vraha
  - Pan Vok odchází
- 1980 O Ptáku Ohniváku (TV film)
  - Hra o královnu
  - Jak napálit advokáta
- 1981 Hodina života
- 1982 Kouzelné dobrodružství
  - Šílený kankán
- 1983 Lekár umierajúceho času (TV seriál)
- 1984 Kariéra
  - Oldřich a Božena
  - Sanitka (TV seriál)
- 1986 Návštěvní hodiny (TV film)
  - Záhada zamčeného pokoje (TV film)
  - Zlá krev (TV seriál)
- 1988 Bronzová spirála (TV film)
  - My se vlka nebojíme (TV film)
- 1990 Přísahám a slibuji (TV seriál)